# Yoshikazu Suzuki
Yoshikazu Suzuki (født 1. juni 1982) er en tidligere japansk fodboldspiller.
Han har spillet for flere forskellige klubber i sin karriere, herunder Shonan Bellmare og Mito HollyHock.